# 安綱
安綱（やすつな、生没年未詳）は、平安時代後期（12世紀）に伯耆国で活動した刀工。大原安綱、大原五郎太夫安綱とも。本名は、横瀬三郎太夫。

## 概要
安綱は伯州刀工の始祖といわれる。山城国の三条宗近などとともに、在銘現存作のある刀工としては最初期の人物の一人である。伯耆国の刀工である大原真守（さねもり）は安綱の子とされている。同じ一門には安家も居り、現存する唯一の太刀一振（国宝）が京都国立博物館に所蔵されている。
作刀年代は、日本の刀が直刀から反りのある日本刀（彎刀）に移行する平安時代中期と推定されている。

## 作風
腰反りが高く優美であるが、古備前物に比して先に行っての伏ごころがさほど目立たないところに姿の特色がある。鍛えは板目が肌立って地景・地斑を交え、地沸が強くつき、刃文は小乱れを主調に小互の目・小のたれなどが目立って交じり、厚く沸づき、刃中砂流し・金筋などを織りなして働きが豊富。安綱には数代あるものと思われ、代が下がるほどに豪壮な作風となっているとされる。

## 作品

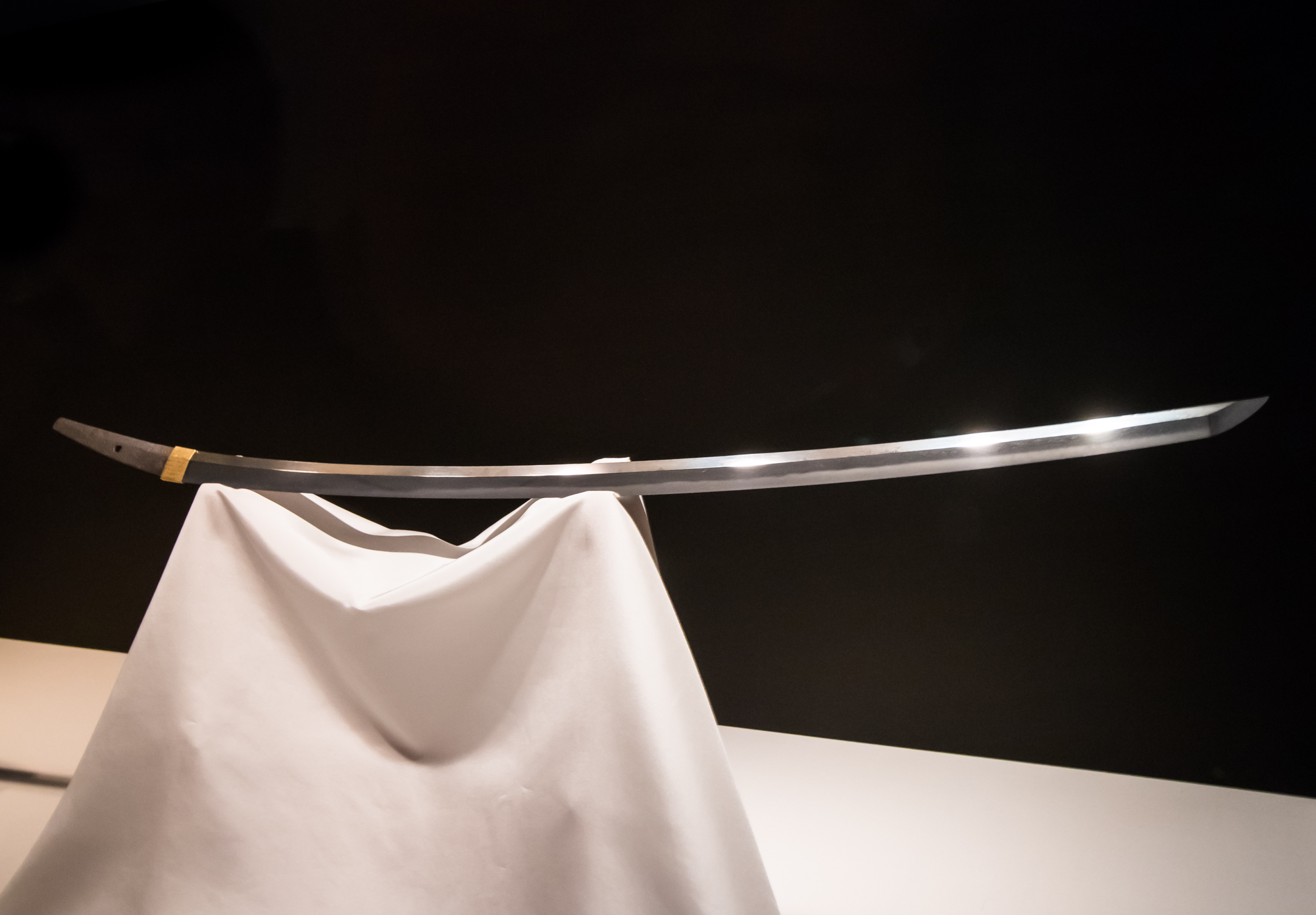
童子切

### 国宝
- 太刀 銘安綱（名物童子切安綱）：津山松平家伝来、東京国立博物館蔵

### 重要文化財
- 太刀 銘　安綱（伯耆安綱）：保科家伝来、静嘉堂文庫美術館蔵
- 太刀 銘　安綱（名物　鬼切）：新田義貞佩刀、最上家伝来、北野天満宮蔵。銘は、もと「安綱」と切られていたが、後世「国綱」に追刻されたとされる[3]
- 太刀 銘安綱 附 糸巻太刀拵（頼宣奉納）[4]：紀州徳川家重宝。紀州東照宮蔵[1]。紀伊徳川家初代・徳川頼宣が入手し、父・家康50回忌の年、寛文5年（1665年）の和歌祭の際、紀州東照宮に奉納した[1]。
- 太刀 銘　安綱：1954年重文指定　島津家旧蔵、文化庁保管

### その他
- 太刀 銘　安綱：佐野美術館蔵
- 太刀 銘　安綱：ボストン美術館蔵
- 太刀 銘　安綱：酒井氏旧蔵、元重要美術品
- 太刀 銘　安綱（号　天光丸）：壺井八幡宮蔵　1935年重要美術品指定

### 安綱作とされるもの
- 大刀 三口 附拵金具十箇：坂上田村麻呂佩刀、銘尽の安綱の項に騒速が記載、副剣2口と一括して1981年6月9日に重要文化財に指定、清水寺 (加東市)蔵

### 安綱作の可能性が指摘されているもの
- 春日大社所蔵の無銘：2018年1月、平安時代後期に製作された最古級の日本刀と判明。安綱の作の可能性が指摘されている[5]。

## 安綱が登場する作品

### 小説
- 浪人若さま新見左近（佐々木裕一・著　コスミック出版）：主人公の新見左近こと徳川家宣の愛刀